# Linka 4 (metro v Ciudad de México)
Linka 4 je jedna z linek metra v Ciudad de México, je značena tyrkysovou barvou. Linka má 10 stanic a dlouhá je 10,75 km.

## Chronologie otevírání jednotlivých úseků
| Úsek                        | Datum otevření  |
| --------------------------- | --------------- |
| Martín Carrera - Candelaria | 29. srpna 1981  |
| Candelaria - Santa Anita    | 26. května 1982 |

## Provoz
Linka 4 se kříží s linkami metra 1, 5, 6, 8, 9, B a linkou Metrobusa 6 ve stanici Martín Carrera.

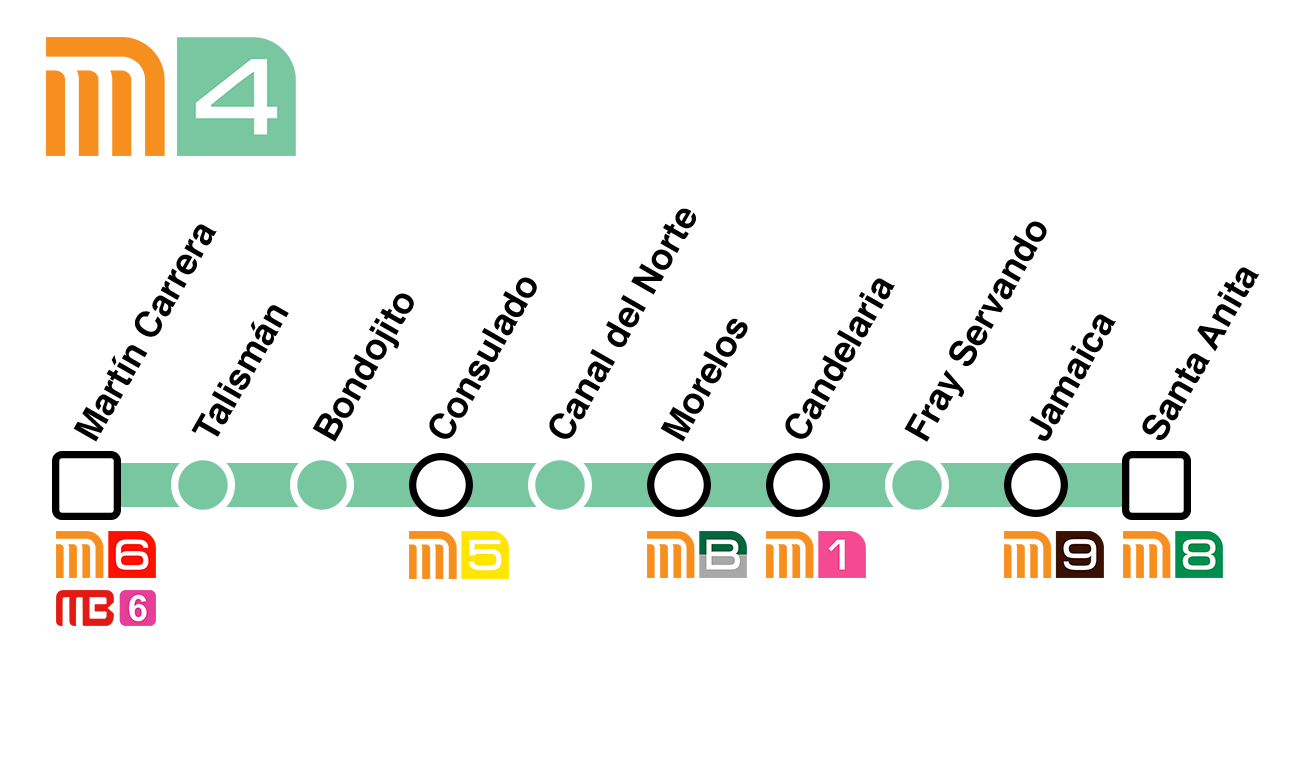
Plán Linky 4

### Seznam stanic

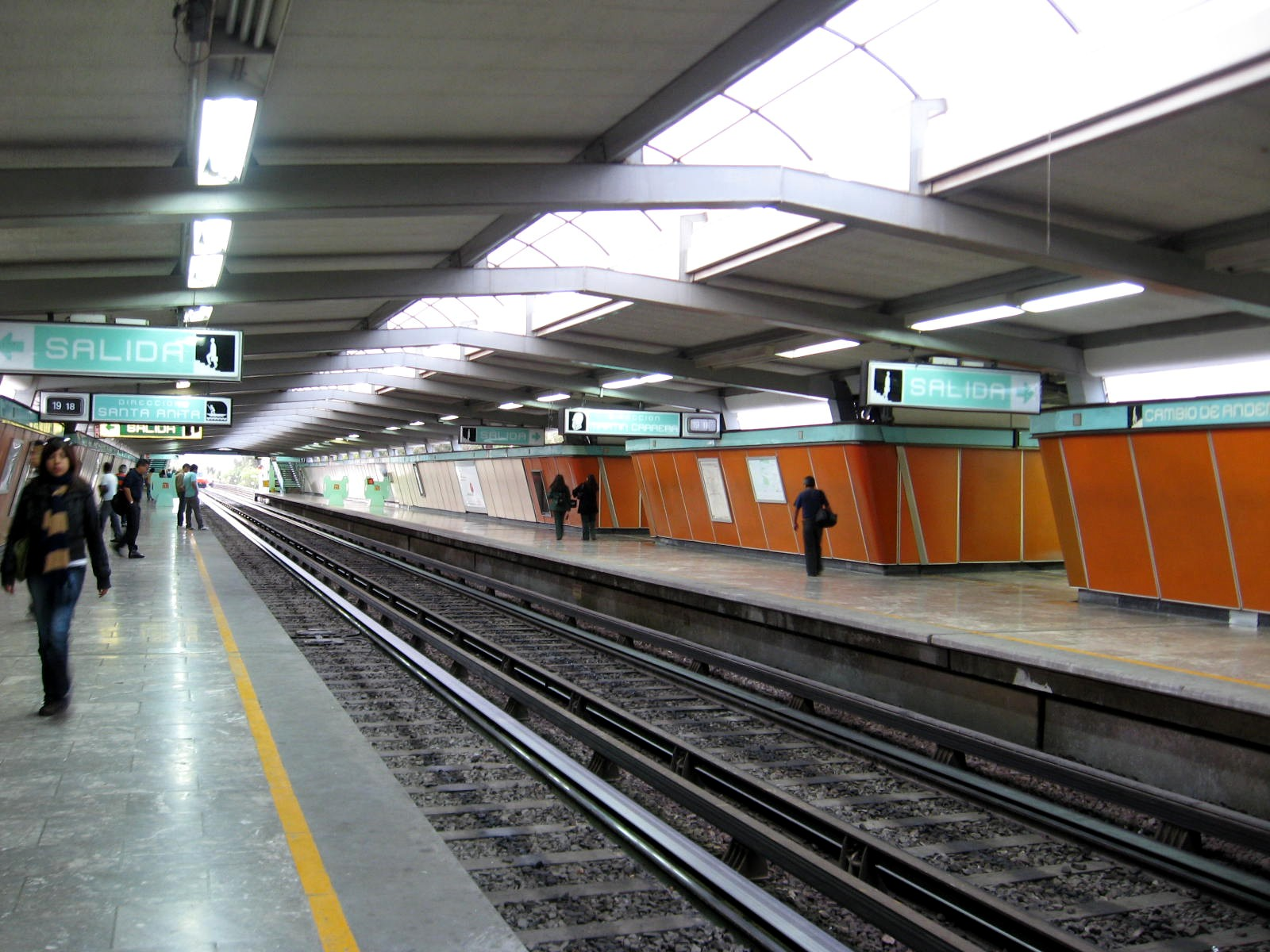
Stanice Fray Servando

| Linka 4 | Linka 4         | Linka 4  | Linka 4             |
| Č.      | Stanice         | Přestupy | Městský obvod       |
| ------- | --------------- | -------- | ------------------- |
| 1       | Martín Carrera  |          | Gustavo A. Madero   |
| 2       | Talismán        |          | Gustavo A. Madero   |
| 3       | Bondojito       |          | Gustavo A. Madero   |
| 4       | Consulado       |          | Gustavo A. Madero   |
| 5       | Canal del Norte |          | Venustiano Carranza |
| 6       | Morelos         |          | Venustiano Carranza |
| 7       | Candelaria      |          | Venustiano Carranza |
| 8       | Fray Servando   |          | Venustiano Carranza |
| 9       | Jamaica         |          | Venustiano Carranza |
| 10      | Santa Anita     |          | Iztacalco           |